# Ġorġ Abela
Ġorġ Abela, também conhecido como George Abela (Qormi, 22 de abril de 1948), é um advogado, diretor esportivo e político maltés, que foi Presidente de Malta, de 4 de abril de 2009 até 4 de abril 2014.

## Honrarias

### Maltesas
- Grã Mestre do Xirka Ġieħ ir-Repubblika
- Companheiro de honra da Ordem Nacional ao merito desde 4 de abril 2009